# Cẩm Phả
Cẩm Phả là một thành phố cũ thuộc tỉnh Quảng Ninh, vùng Đông Bắc Bộ, Việt Nam.
Nói về tên Cẩm Phả: Cẩm là đẹp, lộng lẫy. Phổ là rộng khắp (ngày nay có từ phổ biến, phổ cập). Cẩm Phổ là vùng đất rộng khắp tươi đẹp. Do 500 năm trước, quan quân nhà Mạc chạy loạn đến vùng này, thấy rộng đẹp quá nên thốt lên "Cẩm Phổ". Lâu dần đọc chệch thành Cẩm Phả.

## Địa lý
Thành phố Cẩm Phả nằm cách trung tâm thủ đô Hà Nội khoảng 200 km về phía đông bắc, cách thành phố Hạ Long khoảng 30 km, có vị trí địa lý:
- Phía đông và phía nam giáp huyện đảo Vân Đồn
- Phía tây giáp thành phố Hạ Long
- Phía bắc giáp huyện Ba Chẽ và huyện Tiên Yên.[6]

### Điều kiện tự nhiên
Cẩm Phả có diện tích tự nhiên 335,8 km², địa hình chủ yếu đồi núi. Đồi núi chiếm 55,4% diện tích, vùng trung du 16,29%, đồng bằng 15,01% và vùng biển chiếm 13,3%. Ngoài biển là hàng trăm hòn đảo nhỏ, phần lớn là đảo đá vôi. Nhiệt độ trung bình năm khoảng 23 °C, độ ẩm trung bình 84,6%, lượng mưa hàng năm 2.307 mm, mùa đông thường có sương mù.

## Lịch sử
Đầu thế kỷ 19, Cẩm Phả là một xã thuộc tổng Hà Môn châu Tiên Yên. Năm 1831, vua Minh Mạng tách Cẩm Phả làm một tổng thuộc huyện Hoành Bồ, gồm 5 phố và 3 xã, trong đó 5 phố là Hạ Lâm, Núi Trọc, Ngã Hai, Mông Dương, Vạn Hoa và 3 xã gồm có Cẩm Phả, Đại Lộc, Quang Hanh.

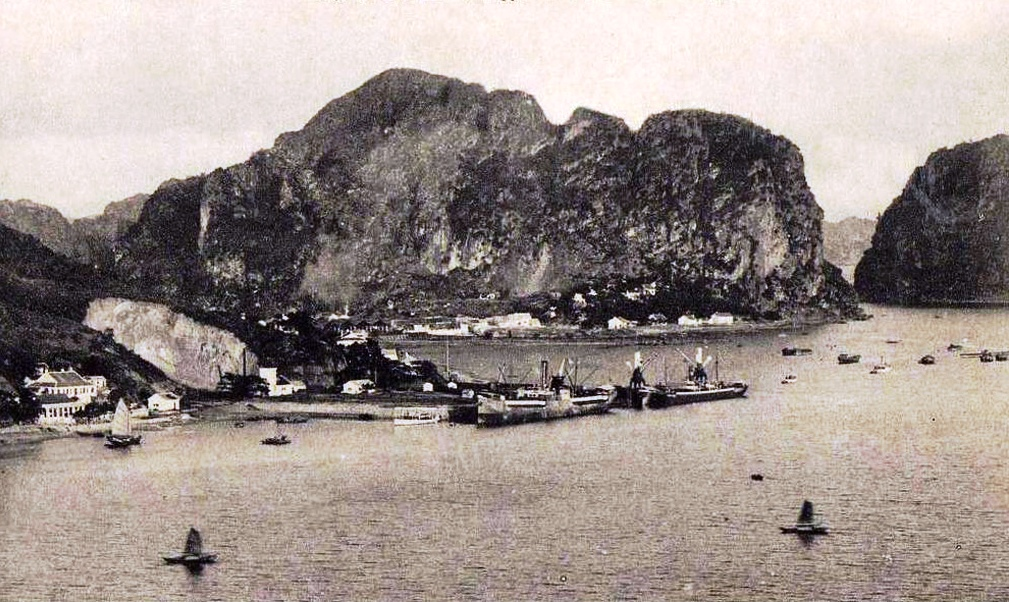
Cảng than năm 1917

Năm 1884, Vua Tự Đức ký hiệp ước Patenotre công nhận sự bảo hộ của Pháp. Thay mặt triều đình nhà Nguyễn tổng đốc Tôn Thất Bật đã ký kết hiệp ước, bán vùng Đông Triều, Uông Bí, Hòn Gai, Cẩm Phả cho Pháp với giá 25 vạn đồng. Ngày 24 tháng 8 năm 1886, Bavieaupour thành lập công ty Pháp mỏ than Bắc Kỳ (Société Francais des Charbonnages du Tôn Kin) độc quyền chiếm đoạt và khai thác than vùng Hòn Gai, Cẩm Phả, Mông Dương. Năm 1888, Pháp cho tiến hành thăm dò khai thác than trên cơ sở những lò cũ của dân bản xứ là người Sán Dìu, Thanh Phán, Kinh, Tày, Hoa...
Năm 1936, Pháp lập châu Hà Tu bao gồm cả tổng Cẩm Phả và Hà Tu, tách khỏi Hoành Bồ trực thuộc tỉnh Quảng Yên. Năm 1940, Pháp bỏ châu Hà Tu, lập châu Cẩm Phả bao gồm phía đông Hoành Bồ, phần lớn huyện Ba Chẽ và đảo Cái Bầu.
Ngày 27 tháng 9 năm 1945, chính quyền nhân dân hai thị xã Cẩm Phả, Cửa Ông được thành lập. Lúc này Cẩm Phả và Cửa Ông trực thuộc khu đặc biệt Hòn Gai. Tháng 11 năm 1946, quân Pháp quay lại chiếm đóng. Trong thời kỳ kháng chiến chống Pháp, hai thị xã Cẩm Phả, Cửa Ông hợp thành liên thị xã. Tháng 12 năm 1948 Chính phủ nước Việt Nam Dân chủ Cộng hòa quyết định tách một phần thị xã Cẩm Phả để thành lập huyện Cẩm Phả (sau được đổi tên thành huyện Vân Đồn vào năm 1994).
Ngày 22 tháng 4 năm 1955, Pháp rút khỏi Cửa Ông, thị xã Cẩm Phả được hoàn toàn giải phóng. Ngày 12 tháng 11 năm 1956, thị xã Cẩm Phả trực thuộc khu Hồng Quảng, gồm 7 phường: Cẩm Đông, Cẩm Sơn, Cẩm Tây, Cẩm Thạch, Cẩm Thành, Cẩm Thủy, Cẩm Trung; 3 thị trấn: Cọc 6, Cửa Ông, Mông Dương và 4 xã: Cẩm Bình, Quang Hanh, Thái Bình, Thắng Lợi.
Tháng 10 năm 1963, tỉnh Hải Ninh sáp nhập với khu Hồng Quảng thành tỉnh Quảng Ninh, thị xã Cẩm Phả trực thuộc tỉnh Quảng Ninh. Ngày 26 tháng 9 năm 1966, sáp nhập xã Thắng Lợi thuộc thị xã Cẩm Phả vào huyện Cẩm Phả. Ngày 16 tháng 1 năm 1979, chuyển xã Dương Huy thuộc huyện Hoành Bồ và xã Cộng Hòa của huyện Cẩm Phả về thị xã Cẩm Phả quản lý. Ngày 10 tháng 9 năm 1981, chia thị trấn Mông Dương thành phường Mông Dương và xã Cẩm Hải; chuyển thị trấn Cửa Ông thành phường Cửa Ông; chuyển thị trấn Cọc 6 thành phường Cẩm Phú; chuyển xã Thái Bình thành phường Cẩm Thịnh.. Ngày 16 tháng 8 năm 2001, chuyển 2 xã Cẩm Bình và Quang Hanh thành 2 phường có tên tương ứng.
Ngày 6 tháng 1 năm 2005, Bộ Xây dựng ban hành Quyết định số 13/QĐ-BXD công nhận thị xã Cẩm Phả là đô thị loại III. Ngày 21 tháng 2 năm 2012, thị xã Cẩm Phả chính thức trở thành thành phố Cẩm Phả. Ngày 17 tháng 4 năm 2015, Thủ tướng Chính phủ ban hành Quyết định số 505/QĐ-TTg công nhận thành phố Cẩm Phả là đô thị loại II thuộc tỉnh Quảng Ninh.
Ngày 28 tháng 9 năm 2024, Ủy ban Thường vụ Quốc hội ban hành Nghị quyết số 1199/NQ-UBTVQH15 về việc sắp xếp đơn vị hành chính cấp huyện, cấp xã của tỉnh Quảng Ninh giai đoạn 2023 – 2025 (nghị quyết có hiệu lực từ ngày 1 tháng 11 năm 2024). Theo đó, thành lập xã Hải Hòa trên cơ sở xã Cẩm Hải và xã Cộng Hòa.

## Khí hậu
| Dữ liệu khí hậu của Cẩm Phả (Cửa ông)                        | Dữ liệu khí hậu của Cẩm Phả (Cửa ông) | Dữ liệu khí hậu của Cẩm Phả (Cửa ông) | Dữ liệu khí hậu của Cẩm Phả (Cửa ông) | Dữ liệu khí hậu của Cẩm Phả (Cửa ông) | Dữ liệu khí hậu của Cẩm Phả (Cửa ông) | Dữ liệu khí hậu của Cẩm Phả (Cửa ông) | Dữ liệu khí hậu của Cẩm Phả (Cửa ông) | Dữ liệu khí hậu của Cẩm Phả (Cửa ông) | Dữ liệu khí hậu của Cẩm Phả (Cửa ông) | Dữ liệu khí hậu của Cẩm Phả (Cửa ông) | Dữ liệu khí hậu của Cẩm Phả (Cửa ông) | Dữ liệu khí hậu của Cẩm Phả (Cửa ông) | Dữ liệu khí hậu của Cẩm Phả (Cửa ông) |
| Tháng                                                        | 1                                     | 2                                     | 3                                     | 4                                     | 5                                     | 6                                     | 7                                     | 8                                     | 9                                     | 10                                    | 11                                    | 12                                    | Năm                                   |
| ------------------------------------------------------------ | ------------------------------------- | ------------------------------------- | ------------------------------------- | ------------------------------------- | ------------------------------------- | ------------------------------------- | ------------------------------------- | ------------------------------------- | ------------------------------------- | ------------------------------------- | ------------------------------------- | ------------------------------------- | ------------------------------------- |
| Cao kỉ lục °C (°F)                                           | 30.7 (87.3)                           | 30.8 (87.4)                           | 33.5 (92.3)                           | 34.8 (94.6)                           | 36.8 (98.2)                           | 38.8 (101.8)                          | 37.1 (98.8)                           | 38.0 (100.4)                          | 35.4 (95.7)                           | 34.1 (93.4)                           | 32.3 (90.1)                           | 30.0 (86.0)                           | 38.8 (101.8)                          |
| Trung bình ngày tối đa °C (°F)                               | 19.7 (67.5)                           | 19.8 (67.6)                           | 21.6 (70.9)                           | 26.0 (78.8)                           | 30.4 (86.7)                           | 31.7 (89.1)                           | 32.1 (89.8)                           | 31.8 (89.2)                           | 28.7 (83.7)                           | 28.2 (82.8)                           | 24.8 (76.6)                           | 21.3 (70.3)                           | 26.7 (80.1)                           |
| Trung bình ngày °C (°F)                                      | 15.4 (59.7)                           | 15.9 (60.6)                           | 18.8 (65.8)                           | 22.8 (73.0)                           | 26.6 (79.9)                           | 28.1 (82.6)                           | 28.5 (83.3)                           | 27.8 (82.0)                           | 26.8 (80.2)                           | 24.3 (75.7)                           | 20.7 (69.3)                           | 17.2 (63.0)                           | 22.8 (73.0)                           |
| Tối thiểu trung bình ngày °C (°F)                            | 13.3 (55.9)                           | 14.1 (57.4)                           | 16.8 (62.2)                           | 20.7 (69.3)                           | 24.0 (75.2)                           | 25.5 (77.9)                           | 25.8 (78.4)                           | 25.0 (77.0)                           | 23.9 (75.0)                           | 21.5 (70.7)                           | 18.0 (64.4)                           | 14.6 (58.3)                           | 20.3 (68.5)                           |
| Thấp kỉ lục °C (°F)                                          | 4.6 (40.3)                            | 4.7 (40.5)                            | 6.0 (42.8)                            | 11.1 (52.0)                           | 16.8 (62.2)                           | 17.9 (64.2)                           | 20.9 (69.6)                           | 20.5 (68.9)                           | 16.6 (61.9)                           | 13.3 (55.9)                           | 8.2 (46.8)                            | 5.0 (41.0)                            | 4.6 (40.3)                            |
| Chỉ số phong hàn thấp kỷ lục                                 | −1.3                                  | −0.4                                  | 7.0                                   | 5.3                                   | 0.0                                   | 0.0                                   | 0.0                                   | 0.0                                   | 0.0                                   | 0.0                                   | 0.0                                   | −1.4                                  | −1.4                                  |
| Lượng Giáng thủy trung bình mm (inches)                      | 30 (1.2)                              | 32 (1.3)                              | 48 (1.9)                              | 98 (3.9)                              | 186 (7.3)                             | 307 (12.1)                            | 373 (14.7)                            | 536 (21.1)                            | 346 (13.6)                            | 171 (6.7)                             | 55 (2.2)                              | 18 (0.7)                              | 2.200 (86.6)                          |
| Số ngày giáng thủy trung bình                                | 7.4                                   | 11.5                                  | 14.1                                  | 11.6                                  | 11.4                                  | 14.8                                  | 15.7                                  | 18.2                                  | 13.2                                  | 9.2                                   | 5.7                                   | 5.3                                   | 138.0                                 |
| Độ ẩm tương đối trung bình (%)                               | 81.3                                  | 85.8                                  | 88.1                                  | 86.9                                  | 83.2                                  | 83.9                                  | 83.6                                  | 85.3                                  | 82.1                                  | 78.7                                  | 76.8                                  | 77.1                                  | 82.7                                  |
| Số giờ nắng trung bình tháng                                 | 49                                    | 50                                    | 49                                    | 107                                   | 140                                   | 161                                   | 190                                   | 160                                   | 186                                   | 189                                   | 154                                   | 122                                   | 1.557                                 |
| Nguồn: Vietnam Institute for Building Science and Technology |                                       |                                       |                                       |                                       |                                       |                                       |                                       |                                       |                                       |                                       |                                       |                                       |                                       |

## Hành chính
Thành phố Cẩm Phả có 15 đơn vị hành chính cấp xã trực thuộc, bao gồm 13 phường: Cẩm Bình, Cẩm Đông, Cẩm Phú, Cẩm Sơn, Cẩm Tây, Cẩm Thạch, Cẩm Thành, Cẩm Thịnh, Cẩm Thủy, Cẩm Trung, Cửa Ông, Mông Dương, Quang Hanh và 2 xã: Dương Huy, Hải Hòa.
| Tên         | Diện tích (km²) | Dân số (người)2022 | Mật độ dân số (người/km²) |
| ----------- | --------------- | ------------------ | ------------------------- |
| Phường (13) |                 |                    |                           |
| Cẩm Bình    | 1,38            | 11.139             | 8.072                     |
| Cẩm Đông    | 6,95            | 10.993             | 1.582                     |
| Cẩm Phú     | 8,53            | 15.516             | 1.819                     |
| Cẩm Sơn     | 10,15           | 18.942             | 1.866                     |
| Cẩm Tây     | 4,88            | 6.510              | 1.334                     |
| Cẩm Thạch   | 4,31            | 15.584             | 3.616                     |
| Cẩm Thành   | 1,25            | 10.482             | 8.386                     |
| Cẩm Thịnh   | 5,87            | 10.507             | 1.790                     |

| Tên        | Diện tích (km²) | Dân số (người)2022 | Mật độ dân số (người/km²) |
| ---------- | --------------- | ------------------ | ------------------------- |
| Cẩm Thủy   | 2,68            | 14.177             | 5.290                     |
| Cẩm Trung  | 5,07            | 16.071             | 3.170                     |
| Cửa Ông    | 10,96           | 16.274             | 1.485                     |
| Mông Dương | 114,46          | 15.076             | 132                       |
| Quang Hanh | 51,35           | 21.599             | 421                       |
| Xã (2)     |                 |                    |                           |
| Dương Huy  | 46,77           | 3.190              | 68                        |
| Hải Hòa    | 96,11           | 5.606              | 58                        |

## Dân cư
Tính đến ngày 01 tháng 4 năm 2019, dân số tại thành phố Cẩm Phả có 155.800 người, với mật độ dân số đạt 463 người/km², dân số nam chiếm 53% dân số nữ chiếm 47%. Hầu hết dân số ở đây là người Kinh chiếm 95,2% dân số, còn lại đáng kể là người Sán Dìu với 3,9%, các dân tộc khác sống xen kẽ rải rác trong địa bàn toàn thành phố. Người dân Cẩm Phả phần lớn là công nhân ngành than, có nguồn gốc từ vùng đồng bằng Bắc Bộ.

## Giao thông

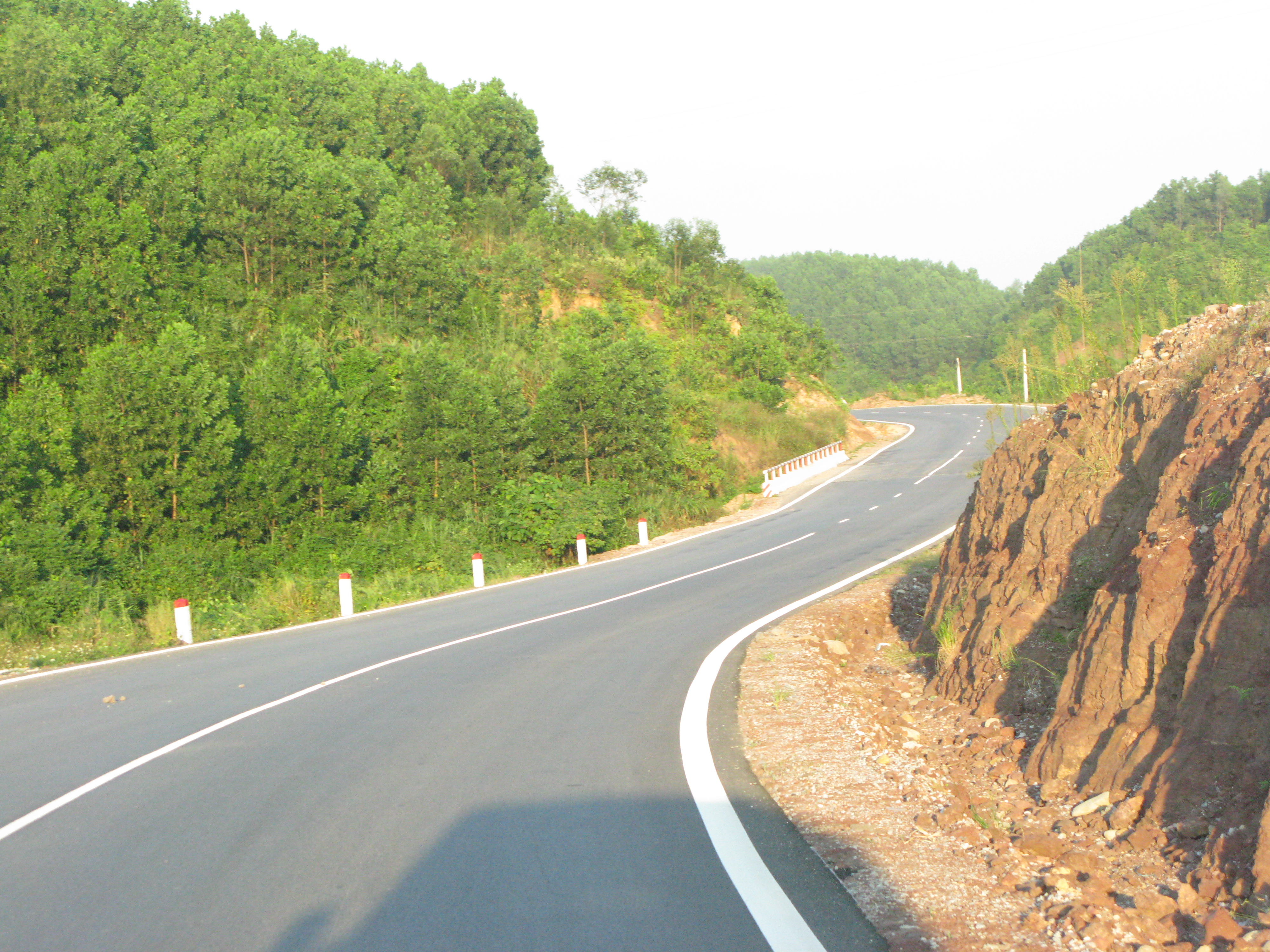
Quốc lộ 18

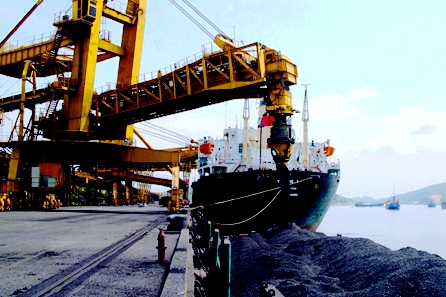
Bóc rót than trên cảng

Quốc lộ 18 từ thành phố Hạ Long qua đèo Bụt chạy suốt lòng thành phố đến cực đông là cầu Ba Chẽ và đường nội thành kéo dài từ phường Cẩm Thạch tới phường Cẩm Đông là tuyến đường song song trục giao thông chính của Cẩm Phả. Đường 326 thường gọi là đường 18B từ Ngã Hai đến Mông Dương chạy ở phía tây dài 25 km chủ yếu dùng cho lâm nghiệp và vận tải mỏ. Tuyến xe buýt 01 chạy xuyên suốt thành phố. Cẩm Phả cũng có đặc thù đường sắt để vận chuyển than rất riêng biệt. Cẩm Phả trước kia có bến phà Vần Đồn nhưng sau khi xây cầu Vân Đồn bến ngừng hoạt động. Cẩm Phả có cảng Cửa Ông phục vụ các tàu lớn chủ yếu là tàu than và các bến tàu nhỏ phục vụ cho du lịch, tham quan vịnh Bái Tử Long. Ngoài ra còn có tuyến đường cao tốc Hải Phòng – Hạ Long – Vân Đồn – Móng Cái đi qua đã được đưa vào khai thác.

## Kinh tế
Thành phố Cẩm Phả có rất nhiều tiềm năng về phát triển kinh tế như công nghiệp khai thác chế biến than, sản xuất vật liệu xây dựng, cơ khí, chế tạo thiết bị điện, máy mỏ, xe tải nặng, công nghiệp đóng tàu, thương mại dịch vụ, du lịch...Năm 2014, tốc độ tăng trưởng kinh tế trên 14%, thu ngân sách thành phố trên 1000 tỷ đồng, thu nhập bình quân đầu người đạt 4.700 USD.

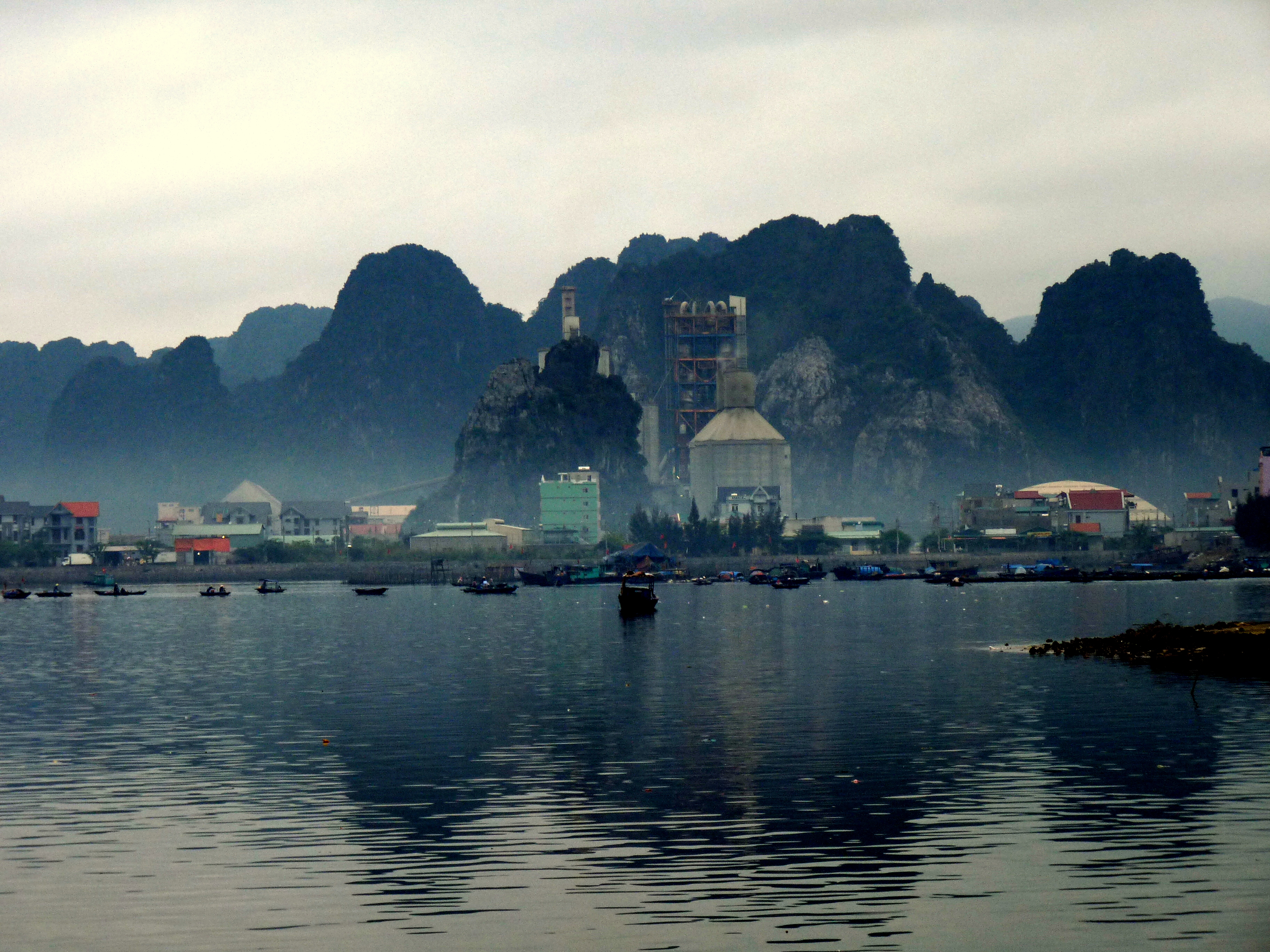
Nhà máy xi măng Cẩm Phả

Trữ lượng khoáng sản chủ yếu của Cẩm Phả là than đá, với tổng tiềm năng ước tính trên 3 tỷ tấn trong tổng số 8,4 tỷ tấn trữ lượng than của toàn tỉnh Quảng Ninh. Cẩm Phả có hệ thống đường sắt dùng chuyên chở than chạy dọc thành phố chở than đến Nhà máy Tuyển Than Cửa Ông Các mỏ than lớn như Cọc Sáu, Đèo Nai, Cao Sơn, Mông Dương, Khe Chàm, Dương Huy, Thống Nhất. Ngoài ra, các khoáng sản khác như antimon, đá vôi, nước khoáng đều là những tài nguyên quý hiếm. Vùng núi đá vôi ở Cẩm Phả là nguồn nguyên liệu dồi dào cho việc phát triển các ngành sản xuất xi măng, nhiệt điện và vật liệu xây dựng, với Nhà máy xi măng Cẩm Phả. Thành phố Cẩm Phả có nghề khai thác hải sản với hơn 50 km bờ biển, nhưng chủ yếu là đánh bắt trong bờ, sản lượng thấp.
Hiện nay thành phố đang triển khai đầu tư xây dựng khu đô thị Cẩm Bình nằm trên địa bàn phường Cẩm Bình.

## Du lịch
Cẩm Phả là thành phố với nhiều cảnh thiên nhiên đẹp, Đền Cửa Ông hàng năm thường mở hội vào tháng Giêng, thu hút hàng vạn khách tham quan, chiêm bái. Động Hang Hanh có cửa vào từ vịnh đi thuyền suốt lòng núi chưa được khai thác. Khu đảo Vũng Đục có nhiều hang động thích hợp cho việc tham quan. Ngoài Hòn Hai, đảo Nêm trong vịnh Bái Tử Long đã hình thành một khu nghỉ ngơi của công nhân mỏ còn có đảo Rều, một cơ sở nuôi thả hàng nghìn con khỉ vừa là nguồn nguyên liệu cho y dược vừa là một địa chỉ tham quan rất hấp dẫn.Cẩm Phả còn có một số di tích và thắng cảnh nổi tiếng như đảo Thẻ Vàng, Hòn Hai, biển Quảng Hồng, chùa Phả Thiên, di tích Vũng Đục, động Hang Hanh...

## Hạ tầng
| Danh sách các tuyến đường tại Cẩm Phả | Danh sách các tuyến đường tại Cẩm Phả                   | Danh sách các tuyến đường tại Cẩm Phả     | Danh sách các tuyến đường tại Cẩm Phả     | Danh sách các tuyến đường tại Cẩm Phả                                                       |
| Tên đường                             | Vị trí                                                  | Dài (m)                                   | Rộng (m)                                  | Ý nghĩa tên gọi, thông tin thêm                                                             |
| ------------------------------------- | ------------------------------------------------------- | ----------------------------------------- | ----------------------------------------- | ------------------------------------------------------------------------------------------- |
| 12 Tháng 11                           | Từ Ngã ba lối rẽ vào khu Mông Giăng đến Ngã tư tổng hợp | 2000                                      | 21                                        | Thời gian và địa điểm diễn ra cuộc Tổng bãi công năm 1936 của giai cấp công nhân mỏ         |
| Đặng Châu Tuệ                         | Từ đường Nguyễn Đức Cảnh đến Đèo Bụt                    | 6000                                      | 21                                        | Bí thư Chi bộ đảng đầu tiên được thành lập ở vùng mỏ, sáng lập ra tờ báo Than               |
| Hoàng Quốc Việt                       | Từ đường Trần Quốc Tảng đến đường Lê Thanh Nghị         | 3450                                      | 21                                        | Nhà tiền bối cách mạng đã tham gia phong trào "Vô sản hoá" ở vùng mỏ                        |
| Lê Thanh Nghị                         | Từ đường Hoàng Quốc Việt đến đường Nguyễn Đức Cảnh      | 5400                                      | 21                                        | Nhà cách mạng tham gia hoạt động ở khu mỏ Hồng Gai - Cẩm Phả từ rất sớm                     |
| Nguyễn Đức Cảnh                       | Từ đường Lê Thanh Nghị đến đường Đặng Châu Tuệ          | 3500                                      | 21                                        | Chủ tịch tổ chức Công đoàn đầu tiên của Việt Nam, chỉ đạo phong trào "Vô sản hoá" ở vùng mỏ |
| Trần Quốc Tảng                        | Từ đường Lý Thường Kiệt đến đường Hoàng Quốc Việt       | 4250                                      | 21                                        |                                                                                             |
| Vũng Đục                              | Từ đường Lê Thanh Nghị đến Cảng Vũng Đục                | 2200                                      | 24                                        | Di tích lịch sử - danh thắng Vũng Đục                                                       |
| Tổng số đường đã đặt tên: 7           | Tổng số đường đã đặt tên: 7                             | Tổng chiều dài các đường đã biết: 26800 m | Tổng chiều dài các đường đã biết: 26800 m | Tổng chiều dài các đường đã biết: 26800 m                                                   |

| Danh sách các tuyến phố tại Cẩm Phả | Danh sách các tuyến phố tại Cẩm Phả | Danh sách các tuyến phố tại Cẩm Phả       | Danh sách các tuyến phố tại Cẩm Phả    | Danh sách các tuyến phố tại Cẩm Phả    | Danh sách các tuyến phố tại Cẩm Phả                                                                          |
| Phường                              | Tên phố                             | Vị trí                                    | Dài (m)                                | Rộng (m)                               | Ý nghĩa tên gọi, thông tin thêm                                                                              |
| ----------------------------------- | ----------------------------------- | ----------------------------------------- | -------------------------------------- | -------------------------------------- | --- |
| Cẩm Bình                            | Cẩm Bình                            | Từ đường Trần Phú đến đường Lê Thanh Nghị | 1200                                   | 8                                      | |
| Cẩm Bình                            | Tân Bình                            | Từ đường Trần Phú đến đường Lê Thanh Nghị | 1200                                   | 20,5                                   | Tên gọi đã trở thành quen thuộc của người dân trong khu vực                                                  |
| Cẩm Đông                            | Lý Bôn                              | Từ Ngã 4 tổng hợp đến Cầu Đổ              | 720                                    | 18                                     | |
| Cẩm Đông                            | Thắng Lợi                           | Từ phố Lý Bôn đến đường Hoàng Quốc Việt   | 1000                                   | 8                                      | Biểu thị sự đoàn kết giành thắng lợi trong cuộc đấu tranh của giai cấp công nhân mỏ (thời kỳ 1930 - 1936)    |
| Cẩm Trung                           | Thương mại                          | Từ đường Bái Tử Long đến đường Tô Hiệu    | 220                                    | 8                                      | Tên gọi quen thuộc đã ăn sâu vào tiềm thức nhân dân địa phương                                               |
| Cẩm Trung                           | Võ Huy Tâm                          | Từ đường Thanh Niên đến đường Bái Tử Long | 720                                    | 29                                     | Nhà văn có nhiều đóng góp cho Vùng mỏ, tham gia vào phong trào đấu tranh cách mạng của giai cấp công nhân mỏ |
| Tổng số phố đã đặt tên: 6           | Tổng số phố đã đặt tên: 6           | Tổng số phố đã đặt tên: 6                 | Tổng chiều dài các phố đã biết: 5060 m | Tổng chiều dài các phố đã biết: 5060 m | Tổng chiều dài các phố đã biết: 5060 m                                                                       |

## Hình ảnh

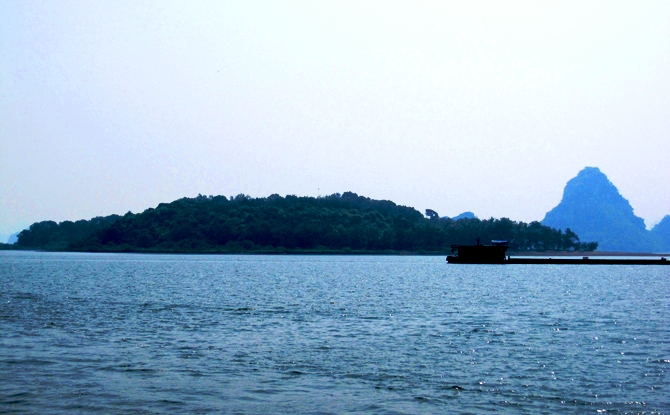
Đảo khỉ - Đảo rêu
Cửa Ông sau giải phóng
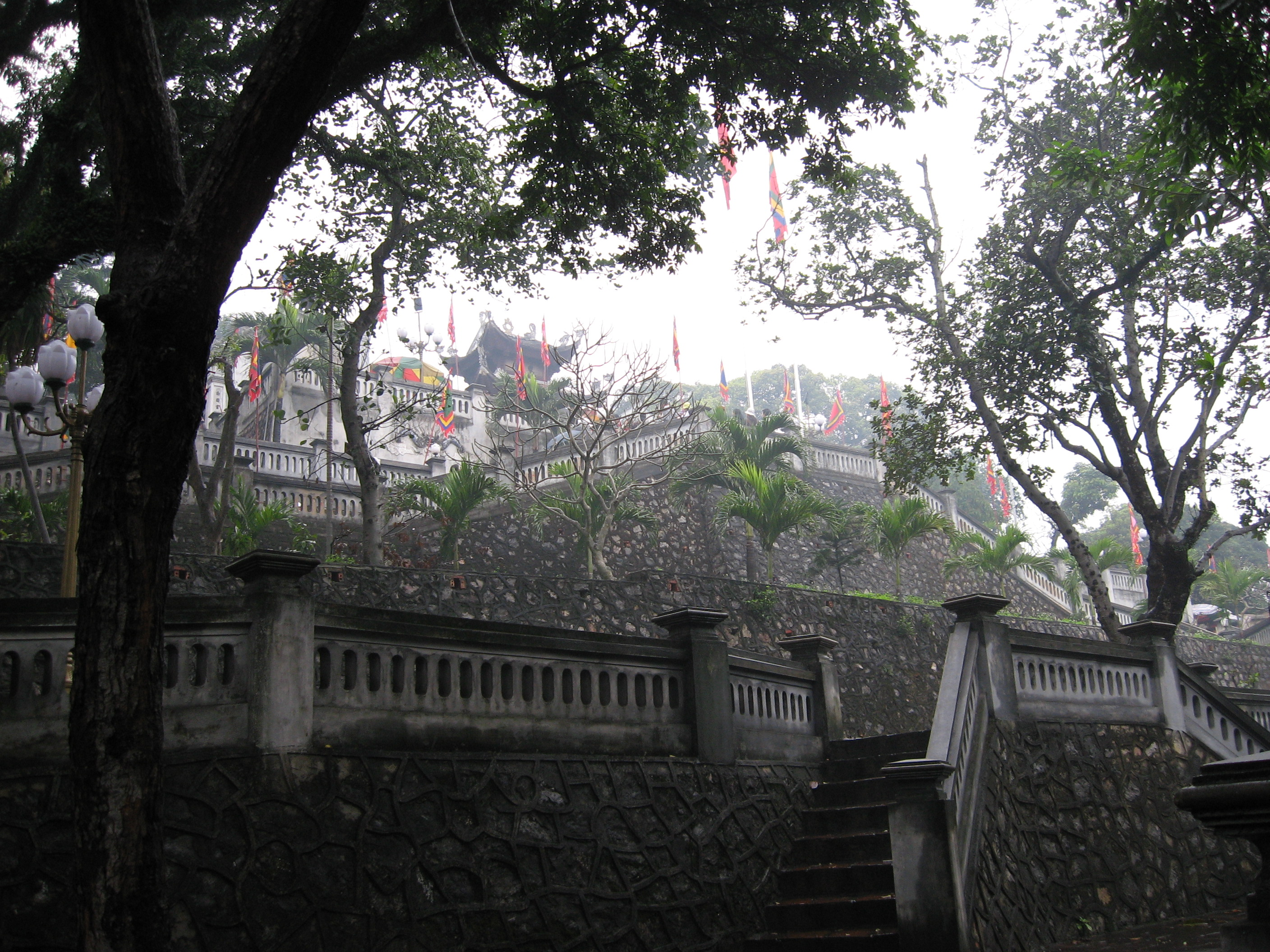
Đền Cửa Ông
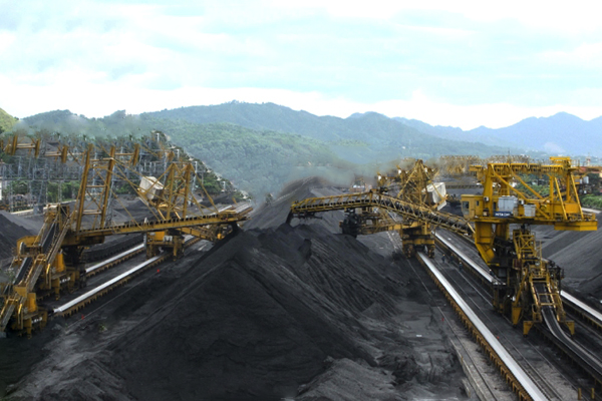
Khai thác than